# Boann
Boann, Boand ("ta od białej trzody") – w mitologii goidelskiej bogini rzeki Boyne.
Była żoną  Nechtana albo Elkmara. Swojemu kochankowi Dagdzie urodziła syna Aongusa. Dla ukrycia ich związku Dagda, który wysłał jej małżonka w 9-miesięczną podróż, w tym czasie wstrzymał słońce na 9 miesięcy, dzięki czemu Aongus został poczęty, noszony i urodzony tego samego dnia.
W zakresie kultowym była kojarzona z białą świętą krową.